# Team 4

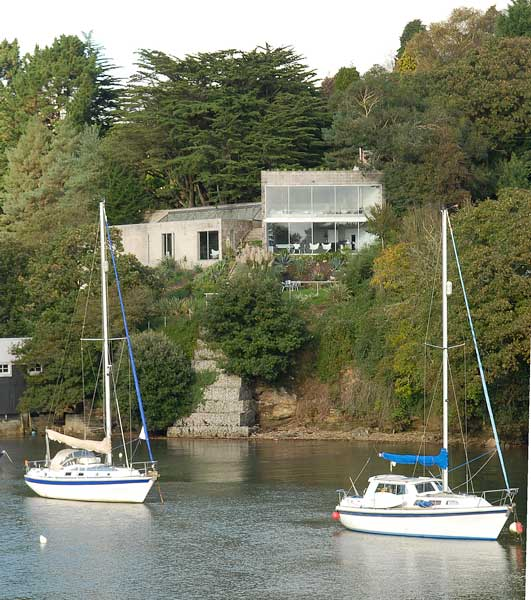
Creek Vean en Feock, Cornualles.

Team 4 fue un estudio de arquitectura británico fundado en 1963 por los graduados en arquitectura Su Brumwell (Su Rogers), Wendy Cheesman, Norman Foster y Richard Rogers y disuelto en 1967.
Originalmente, también formaba parte del estudio la hermana de Wendy Cheesman, Georgie Wolton (apellido de soltera Cheesman) que, al ser la única arquitecta cualificada del grupo, permitía que el estudio ejerciera. Georgie Cheeseman lo dejó después de tan solo unos pocos meses, dejando al resto de miembros tratando de aprobar sus exámenes profesionales mientras continuaban trabajando.
Rogers, Foster y Brumwell se conocieron mientras estudiaban en la Universidad de Yale. Posteriormente Rogers y Brumwell se casaron, al igual que Foster y Wendy Cheeseman.

## Proyectos notables
Uno de los primeros proyectos del Team 4 fue el encargo de los padres de Su Brumwell, Marcus e Irene Brumwell, de construir una nueva casa en Feock, Cornualles, llamada Creek Vean. Vendieron un cuadro de Piet Mondrian comprado al propio artista en los años treinta para financiar la nueva casa. Marcus Brumwell fue el fundador del Design Research Unit. Creek Vean se tardó en construir tres años y se completó en 1966. Fue la primera casa que ganó un premio del Real Instituto de Arquitectos Británicos.
Creek Vean es un monumento clasificado, catalogado con Grado II en 1998 y posteriormente cambiado a Grado II*. Está inscrito con el nombre de Creekvean and Attached Entrance Bridge and Walls to Road, Feock («Creekvean, puente de entrada adjunto y paredes a la carretera, Feock»).
Team 4 también diseñó la Skybreak House en Radlett, Hertfordshire, construida entre 1965 y 1966, cuyo interior apareció en la película La naranja mecánica. El último proyecto del Team 4 fue el edificio de Reliance Controls en Swindon, que fue completado en 1967, poco antes de la disolución del estudio. Destaca porque eliminó la separación entre la dirección y los empleados creando una entrada y cantina común.
Rogers afirmó que un proyecto urbanístico de 120 casas para Water Homes en Coulsdon, Surrey, fue «probablemente el proyecto más importante de la época del Team 4».
Foster crearía posteriormente Foster and Partners, mientras que Rogers fundaría Rogers Stirk Harbour + Partners.